# Villerouge-Termenès
Villerouge-Termenès – miejscowość i gmina we Francji, w regionie Oksytania, w departamencie Aude.
Według danych na rok 1990 gminę zamieszkiwały 154 osoby, a gęstość zaludnienia wynosiła 8 osób/km² (wśród 1545 gmin Langwedocji-Roussillon Villerouge-Termenès plasuje się na 751. miejscu pod względem liczby ludności, natomiast pod względem powierzchni na miejscu 401.).

## Zabytki
Zabytki w miejscowości posiadające status monument historique:
- zamek w Villerouge-Termenès (Château de Villerouge-Termenès)
- kościół św. Szczepana (Église Saint-Étienne)
- Maison Azalbert
- podstawa krzyża (socle de croix)